# Biernacice (województwo łódzkie)
Biernacice – osada w Polsce położona w województwie łódzkim, w powiecie poddębickim, w gminie Wartkowice, około 3 km na wschód od Uniejowa.
Pierwsza pisana wzmianka o wsi pochodzi z 1392 r. W XV wieku stanowiła własność Pomianów z Niewiesza, którzy przyjęli nazwisko Biernackich. Jarand - syn Stanisława Pelli z Biernacic studiował w Akademii Krakowskiej w 1404 r. Najbardziej znanym przedstawicielem tego rodu był Jan Kazimierz, syn Aleksandra i Katarzyny z Wierzchlejskich, prowincjał i historyk franciszkanów, zmarły w Kaliszu w 1725 r. W poł. XIX wieku Biernacice były własnością Feliksa Lisieckiego, sąsiada i drużby na weselu Marii i Jarosława Konopnickich, który ofiarował je jako wiano córce, żonie Artura Dzierzbickiego. Dzierzbicki po wykupieniu od Konopnickich Bronowa stał się jednym z bogatszych ziemian w okolicy. Po dawnym założeniu dworskim zostały ruiny murowanego dworu Dzierzbickich i spichlerz, otoczone resztkami parku z dobrze zachowanymi stawami. Obecnie w rękach prywatnych mieszkańca Warszawy. Dawniej pałac w Biernacicach posiadał wąskotorowe połączenie kolejowe z siecią kolejek kujawskich.
Do 1937 roku siedziba gminy Biernacice. W latach 1954–1972 wieś należała i była siedzibą władz gromady Biernacice. W latach 1975–1998 miejscowość administracyjnie należała do województwa sieradzkiego.

## Zabytki
Według rejestru zabytków Narodowego Instytutu Dziedzictwa na listę zabytków wpisane są obiekty:
- zespół dworski, XIX w.:
  - dwór, nr rej.: 312 z 5.04.1983
  - spichrz, nr rej.: 313 z 5.04.1983
  - park, nr rej.: 297 z 8.02.1979